# بيل ماكنزي (لاعب كرة قدم أسترالية)
بيل ماكنزي (بالإنجليزية: Bill McKenzie)‏ هو لاعب كرة قدم أسترالية أسترالي، ولد في 31 يناير 1889، وتوفي في 20 يونيو 1983.

## وصلات خارجية
- بيل ماكنزي على موقع AustralianFootball.com (الإنجليزية)
- بيل ماكنزي على موقع AFLtables.com (الإنجليزية)